# Seppo Mikkola
Pour les articles homonymes, voir Mikkola.
Seppo Mikkola (né en 1946) est un astronome finlandais. Il appartient à l'université de Turku et à l'observatoire de Tuorla.
Mikkola est un expert en mécanique céleste. Il a apporté des contributions fondamentales dans la théorie de la régularisation des mouvements dans le problème à N corps.
L'astéroïde (3381) Mikkola a été baptisé de son nom.